# 天主教坎帕尼亚教区

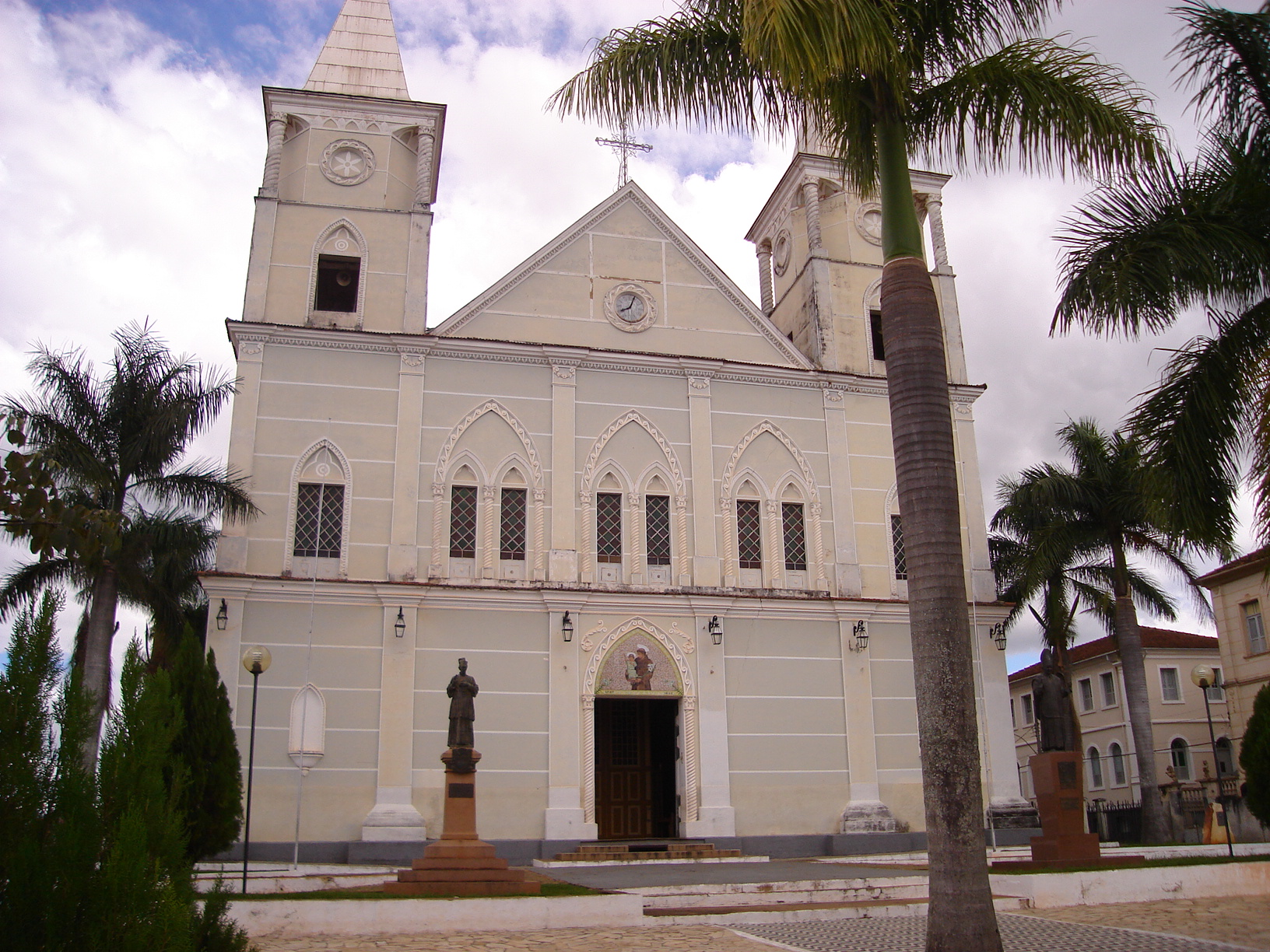
天主教坎帕尼亚教区

Regional CNBB Leste 2.

天主教坎帕尼亚教区

天主教坎帕尼亞教區（拉丁語：Dioecesis Campaniensis in Brasilia）是巴西一個羅馬天主教教區，屬波蘇阿雷格里總教區。
教區成立於1907年9月8日，位於米納斯吉拉斯州西南部，2006年有教友663,000人（佔轄區總人口97.8%）、六十二個堂區、103名司鐸。現任教區主教為迪亞曼蒂諾·普拉塔·德卡瓦略。